# プレトリア包括合意 (第二次コンゴ戦争)
プレトリア包括合意（プレトリアほうかつごうい、Pretoria Accord）は、2002年7月にルワンダとコンゴ民主共和国 (DRC) との間で結ばれた、第二次コンゴ戦争を終結させることを目的とした平和協定である。

## 概要
この協定により、ルワンダ側はコンゴ民主共和国内に展開するおよそ2万のルワンダ軍を撤退させる代わりに、コンゴ民主共和国側はルワンダ虐殺に加担した後にコンゴ民主共和国へ逃れたフツ系の過激派民兵組織であるインテラハムウェと旧ルワンダ政府軍（FAR）を武装解除させ、ルワンダへ送還することを国際公約とすることで合意した。
この協議は南アフリカ共和国のプレトリアで5日間に渡って開催された。また、協定書にはルワンダのポール・カガメとコンゴ民主共和国のジョゼフ・カビラの両大統領のほか、協定の証人として南アフリカ共和国大統領のタボ・ムベキ、マラウイ共和国大統領のバキリ・ムルジ、国際連合事務総長の特使による署名が行われた。